# Gamer (película)
Gamer (literalmente, «jugador de videojuegos») es una película de 2009 escrita y dirigida por Mark Neveldine y Brian Taylor y protagonizada por Gerard Butler y Michael C. Hall. Estrenada el 4 de septiembre en Estados Unidos y España, la película está basada en los videojuegos de disparos en tercera persona.

## Sinopsis
Año 2034. La tecnología del control mental se ha popularizado y el videojuego Slayers permite controlar a unos prisioneros en una serie de peleas en la cárcel. Si alguno sobrevive 30 combates gana la libertad. Simon (Logan Lerman) es un chico de 17 años que controla la mente del convicto Kable (Gerard Butler), el único que ha conseguido ganar 28 combates. Tan solo debe ganar dos más para ser un hombre libre, pero las cosas no son como parecen y un grupo antisistema decide entrar en acción para concienciar al mundo. Aquí, nada es lo que parece y mucho menos Kable y el multimillonario financiador del videojuego: Ken Castle (Michael C. Hall).

## Reparto
| Personaje            | Actor            |
| -------------------- | ---------------- |
| Kable - John Tillman | Gerard Butler    |
| Ken Castle           | Michael C. Hall  |
| Simon Silverton      | Logan Lerman     |
| Angie                | Amber Valletta   |
| Rick Rape            | Milo Ventimiglia |
| Humanz Brother       | Ludacris         |
| Hackman              | Terry Crews      |
| Trace                | Alison Lohman    |
| Gina Parker Smith    | Kyra Sedgwick    |
| Freek                | John Leguizamo   |
| Agente Keith         | Keith David      |
| Scotch               | Johnny Whitworth |
| Sandra               | Zoë Bell         |
| DJ Twist             | Efren Ramirez    |